# Португальська вулиця
Португа́льська ву́лиця — вулиця в Голосіївському районі міста Києва, селище Віта-Литовська. Пролягає від Столичного шосе до Бродівської вулиці. Приблизно посередині вулиця переривається лісосмугою.

## Історія
Виникла у 1-й половині XX століття як вулиця без назви. З 1957 року мала назву Цілинна вулиця.
Сучасна назва — з вересня 2022 року.